# Durmersheim
Durmersheim est une commune de 26,15 km2 dans le Bade-Wurtemberg, entre Karlsruhe et Rastatt.
Le centre-ville, qui compte 10 000 habitants, s'étend sur 4 kilomètres en longueur et 500 mètres de large. Durmersheim se situe à 5 kilomètres du Rhin, qui forme la frontière entre la France et la Rhénanie-Palatinat.
Durmersheim se trouve dans la plaine du Rhin, large de 30 km, qui est limitée à l'est par la Forêt-Noire et à l'ouest par le Vosges.

## Climat
La température moyenne annuelle est de 11,4 °C et les précipitations de 770 mm. Il y a moins de précipitations sur la plaine du Rhin que sur la Forêt Noire ou les Vosges. Les mois les plus pluvieux sont mai, juin et juillet. Mars et septembre sont les plus secs. L'humidité moyenne s'élève à 76 %. En 2005, Karlsruhe était la ville la plus chaude en Allemagne.

## Monuments
L'église de Bickesheim est un site d'intérêt régional.

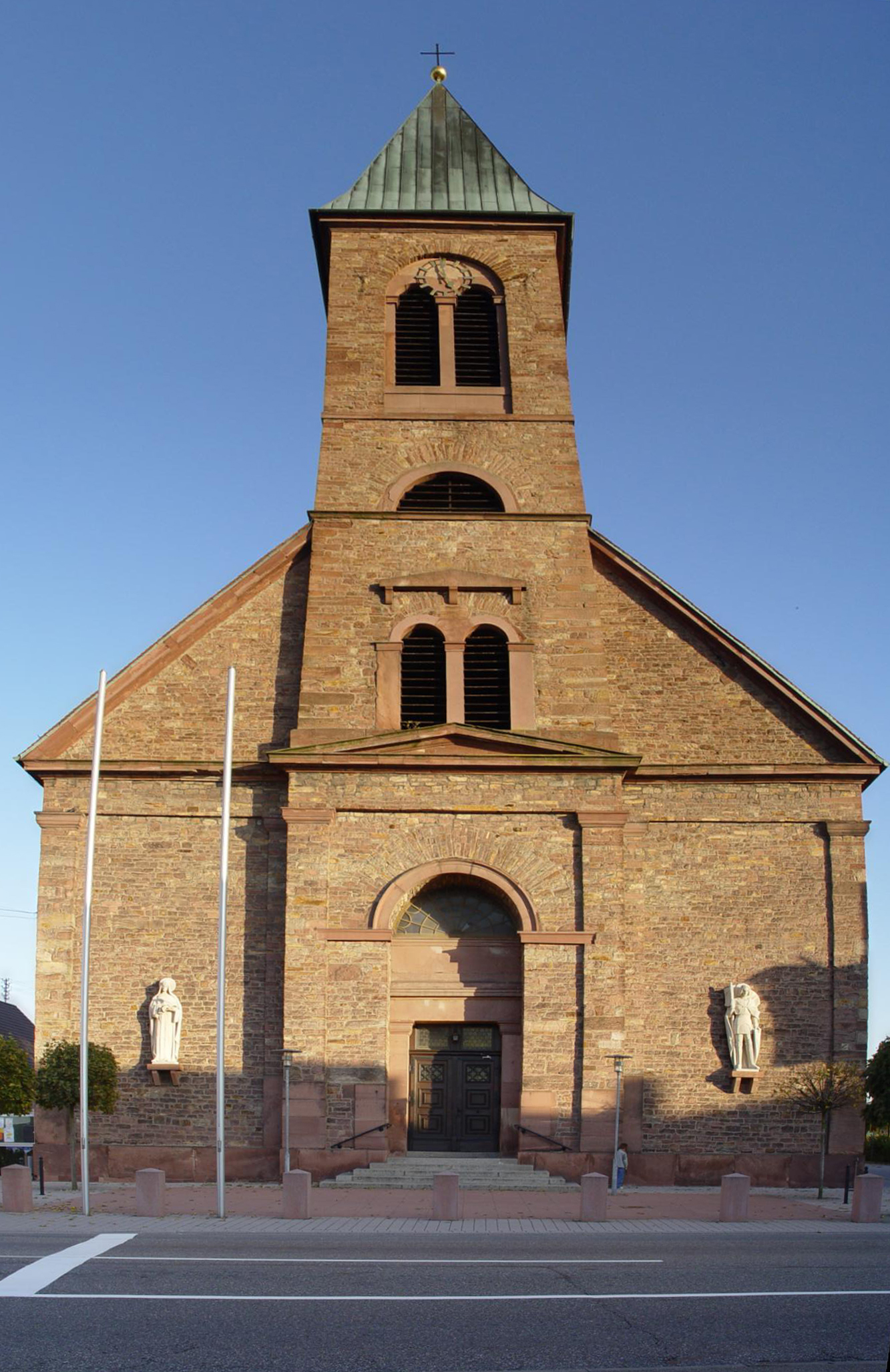
St. Dionys

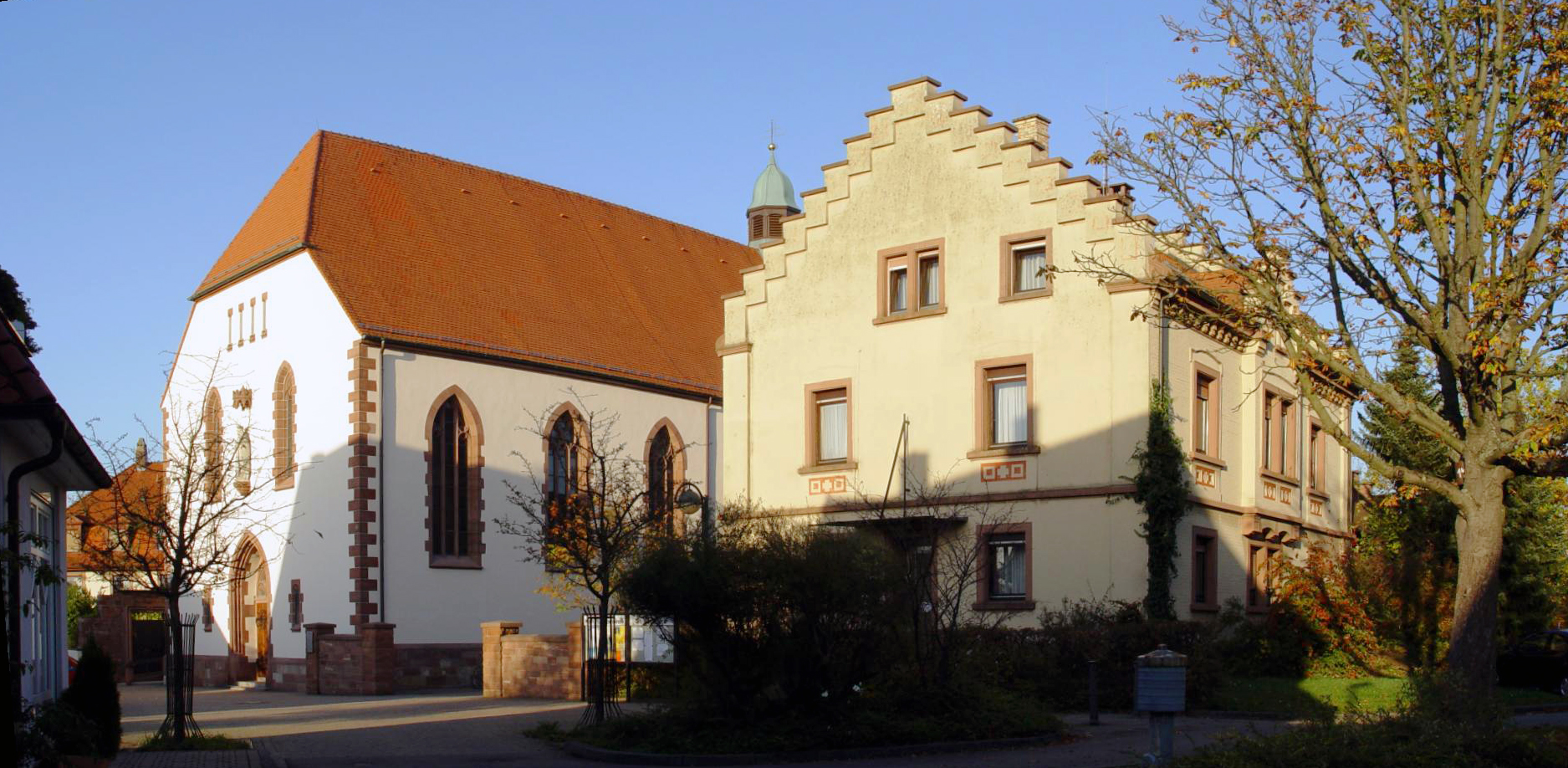
Maria Bickesheim

## Jumelages
- Chennevières-sur-Marne (France)
- Littlehampton (Royaume-Uni)